# ハドラナックス
ハドラナックス（Hadranax）は、約5億年前のカンブリア紀に生息した葉足動物の一属。背面にこぶを生えた体をもつ、グリーンランドのシリウス・パセット動物群で見つかった Hadranax augustus という1種の断片的な化石のみによって知られる。

## 名称
学名「Hadranax」は、ギリシア語の「hadros」（頑丈）と「anax」（支配者）の合成語である。種小名はラテン語の8月「augustus」による。

## 形態

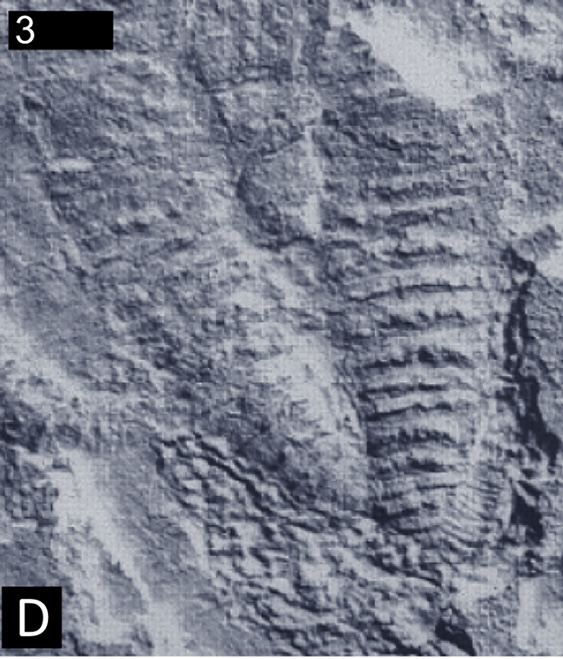
ハドラナックスの葉足化石
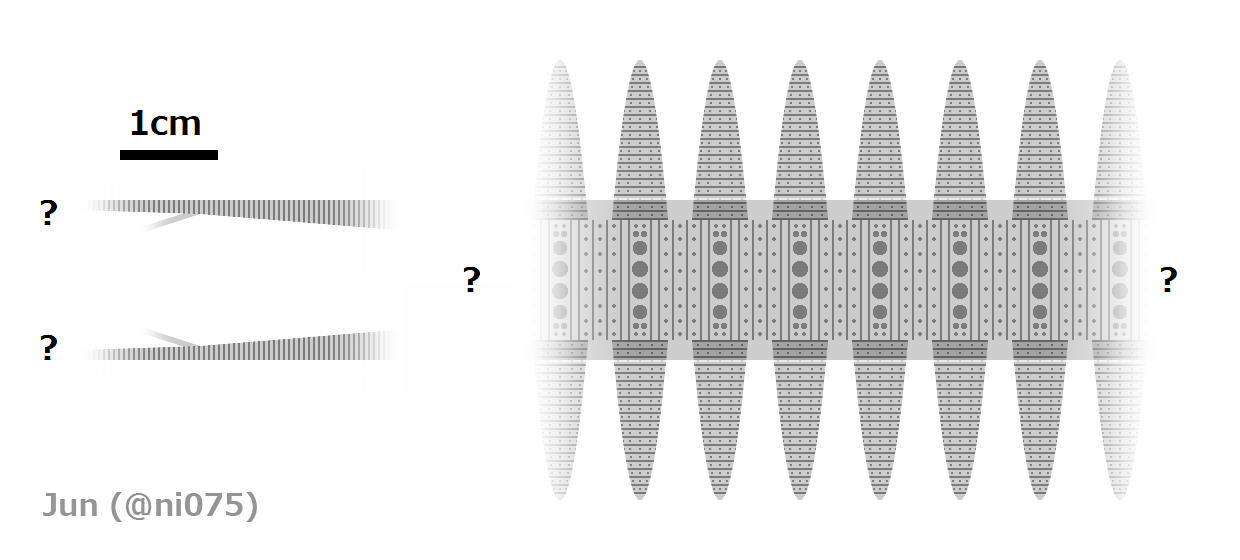
ハドラナックスの前部付属肢と思われる部分（左）と途中の胴節（右）

ハドラナックスは3つの不完全な化石標本のみ知られ、確定的な部分は胴部途中の体節（胴節）のみで、頭部と尾部は不明、前者の付属肢由来と思われる部分は疑わしく見受けられる（後述）。しかしハドラナックスは葉足動物として明らかに大型で、最大の化石標本は胴部数節のみ保存されたものの69 mmにも及ぶ。本属に似た葉足動物ゼヌシオンと同じ比率から換算すると、ハドラナックスの全長はおよそ150-160 mmだと推測される。
各胴節の背側は横に4つほどのこぶが並んでおり、棘などの構造体は見当たらない。胴節の間は5本の環形の筋（annulations）に分かれている。各胴節の左右に突出した丈夫な脚（葉足 lobopod）は胴節の横幅とほぼ同じ長さで、18-20本の環形の筋に分かれ、細かな乳頭突起（papilla）をもつが、爪や棘など顕著な附属体はない。
最も良好な保存状態をもつホロタイプ（模式標本）MGUH 24.527 は、上述の確定的な特徴以外では枝分かれた1本の細長い構造体も保存され、これは原記載に頭部由来の前部付属肢（frontal appendage）の一部であったと推測される。また、各胴節の間は左右から鰭のようにはみ出した部分も知られている。しかしこれらの特徴は不明瞭で、本質は判断しにくい。特に前部付属肢と思われる部分に関しては、実は別生物由来の部分が混入したものではないかという意見もある。他の2つの化石標本（MGUH 24.528, 24.529）の保存状態は悪く、脱皮の断片もしくは保存状態の悪い遺骸だと考えられる。
大型・体節と葉足の比率・環形の筋の数と分布などの全面的特徴はゼヌシオンを彷彿とさせる。しかし4つの瘤をもつ胴節は、むしろ同じくシリウス・パセットに生息したケリグマケラに似ている。また、前述の不確実な特徴は原記載の推測通りに前部付属肢の断片と鰭であれば、これらもケリグマケラの特徴に似ている。

## 分類
ハドラナックス（ハドラナックス属 Hadranax）は、グリーンランド北部の堆積累層 Buen Formation のシリウス・パセット（シリウス・パセット動物群、約5億1,800万年前）で見つかった模式種（タイプ種）Hadranax augustus のみによって知られる。
葉足動物の中で、ハドラナックスは多くの系統解析に節足動物の初期系統（ステムグループ）に含まれるとされ、その中でハドラナックスはシベリオン類（シベリオン、メガディクティオンなど）と gilled lobopodians（ケリグマケラとパンブデルリオン）の中間、もしくはそれより基盤的であったとされる。一方、ゼヌシオンはいくつかの系統解析にハドラナックスに近縁ともされる。ハドラナックスをゼヌシオンとアイシェアイアの中間型生物とする見解もあるが、これは系統解析に支持される意見ではない。